# Championnat de Belgique de football de quatrième division 2009-2010
 (juin 2025).
Si vous disposez d'ouvrages ou d'articles de référence ou si vous connaissez des sites web de qualité traitant du thème abordé ici, merci de compléter l'article en donnant les références utiles à sa vérifiabilité et en les liant à la section « Notes et références ».
Championnat de Belgique de Promotion (D4) 2009-2010
Le Championnat de Belgique de Promotion constitue le 4e niveau de la hiérarchie nationale du football belge. Lors de la saison 2009-2010, 63 clubs (au lieu des 64 prévus) participèrent à la compétition. L'équipe manquante fut le SC Wielsbeke. Ce club contesta sa relégation en fin de saison 2008-2009 "pour avoir joué (et perdu) un barrage en seul match non pas sur terrain neutre mais dans les installations de son adversaire (le R. RC Péruwlez)".
L'URSBFA décida que la Série A désignerait bien trois descendants directs vers les séries provinciales mais pas de barragiste pour les Barrages pour le Maintien.
En fin de saison, le Tour final pour une éventuelle montée en Division 3 fut perturbé par une plainte du K. RC Mechelen (Division 3). 

## Classements

### Légende
|   | Champion et promotion en Division 3                                       |
|   | Qualification pour le Tour final pour une montée éventuelle en Division 3 |
|   | Doit participer aux Barrages pour le maintien                             |
|   | Relégation en Première provinciale                                        |
| R | Relégué de Division 3 fin de saison 2008-2009                             |
| P | Promu depuis la Première Provinciale fin de saison 2008-2009              |

### Classement de la Promotion Série A
| Rang | Équipe | Pts | J | G | N | P | Bp | Bc | Diff |
| ---- | ------ | --- | - | - | - | - | -- | -- | ---- |
| 1    | TEAM   | 0   | 0 | 0 | 0 | 0 | 00 | 00 | 0    |
| 2    | TEAM   | 0   | 0 | 0 | 0 | 0 | 00 | 00 | 0    |
| 3    | TEAM   | 0   | 0 | 0 | 0 | 0 | 00 | 00 | 0    |
| 4    | TEAM   | 0   | 0 | 0 | 0 | 0 | 00 | 00 | 0    |
| 5    | TEAM   | 0   | 0 | 0 | 0 | 0 | 00 | 00 | 0    |
| 6    | TEAM   | 0   | 0 | 0 | 0 | 0 | 00 | 00 | 0    |
| 7    | TEAM   | 0   | 0 | 0 | 0 | 0 | 00 | 00 | 0    |
| 8    | TEAM   | 0   | 0 | 0 | 0 | 0 | 00 | 00 | 0    |
| 9    | TEAM   | 0   | 0 | 0 | 0 | 0 | 00 | 00 | 0    |
| 10   | TEAM   | 0   | 0 | 0 | 0 | 0 | 00 | 00 | 0    |
| 11   | TEAM   | 0   | 0 | 0 | 0 | 0 | 00 | 00 | 0    |
| 12   | TEAM   | 0   | 0 | 0 | 0 | 0 | 00 | 00 | 0    |
| 13   | TEAM   | 0   | 0 | 0 | 0 | 0 | 00 | 00 | 0    |
| 14   | TEAM   | 0   | 0 | 0 | 0 | 0 | 00 | 00 | 0    |
| 15   | TEAM   | 0   | 0 | 0 | 0 | 0 | 00 | 00 | 0    |

### Classement de la Promotion Série B
| Rang | Équipe | Pts | J | G | N | P | Bp | Bc | Diff |
| ---- | ------ | --- | - | - | - | - | -- | -- | ---- |
| 1    | TEAM   | 0   | 0 | 0 | 0 | 0 | 00 | 00 | 0    |
| 2    | TEAM   | 0   | 0 | 0 | 0 | 0 | 00 | 00 | 0    |
| 3    | TEAM   | 0   | 0 | 0 | 0 | 0 | 00 | 00 | 0    |
| 4    | TEAM   | 0   | 0 | 0 | 0 | 0 | 00 | 00 | 0    |
| 5    | TEAM   | 0   | 0 | 0 | 0 | 0 | 00 | 00 | 0    |
| 6    | TEAM   | 0   | 0 | 0 | 0 | 0 | 00 | 00 | 0    |
| 7    | TEAM   | 0   | 0 | 0 | 0 | 0 | 00 | 00 | 0    |
| 8    | TEAM   | 0   | 0 | 0 | 0 | 0 | 00 | 00 | 0    |
| 9    | TEAM   | 0   | 0 | 0 | 0 | 0 | 00 | 00 | 0    |
| 10   | TEAM   | 0   | 0 | 0 | 0 | 0 | 00 | 00 | 0    |
| 11   | TEAM   | 0   | 0 | 0 | 0 | 0 | 00 | 00 | 0    |
| 12   | TEAM   | 0   | 0 | 0 | 0 | 0 | 00 | 00 | 0    |
| 13   | TEAM   | 0   | 0 | 0 | 0 | 0 | 00 | 00 | 0    |
| 14   | TEAM   | 0   | 0 | 0 | 0 | 0 | 00 | 00 | 0    |
| 15   | TEAM   | 0   | 0 | 0 | 0 | 0 | 00 | 00 | 0    |
| 16   | TEAM   | 0   | 0 | 0 | 0 | 0 | 00 | 00 | 0    |

### Classement de la Promotion Série C
| Rang | Équipe | Pts | J | G | N | P | Bp | Bc | Diff |
| ---- | ------ | --- | - | - | - | - | -- | -- | ---- |
| 1    | TEAM   | 0   | 0 | 0 | 0 | 0 | 00 | 00 | 0    |
| 2    | TEAM   | 0   | 0 | 0 | 0 | 0 | 00 | 00 | 0    |
| 3    | TEAM   | 0   | 0 | 0 | 0 | 0 | 00 | 00 | 0    |
| 4    | TEAM   | 0   | 0 | 0 | 0 | 0 | 00 | 00 | 0    |
| 5    | TEAM   | 0   | 0 | 0 | 0 | 0 | 00 | 00 | 0    |
| 6    | TEAM   | 0   | 0 | 0 | 0 | 0 | 00 | 00 | 0    |
| 7    | TEAM   | 0   | 0 | 0 | 0 | 0 | 00 | 00 | 0    |
| 8    | TEAM   | 0   | 0 | 0 | 0 | 0 | 00 | 00 | 0    |
| 9    | TEAM   | 0   | 0 | 0 | 0 | 0 | 00 | 00 | 0    |
| 10   | TEAM   | 0   | 0 | 0 | 0 | 0 | 00 | 00 | 0    |
| 11   | TEAM   | 0   | 0 | 0 | 0 | 0 | 00 | 00 | 0    |
| 12   | TEAM   | 0   | 0 | 0 | 0 | 0 | 00 | 00 | 0    |
| 13   | TEAM   | 0   | 0 | 0 | 0 | 0 | 00 | 00 | 0    |
| 14   | TEAM   | 0   | 0 | 0 | 0 | 0 | 00 | 00 | 0    |
| 15   | TEAM   | 0   | 0 | 0 | 0 | 0 | 00 | 00 | 0    |
| 16   | TEAM   | 0   | 0 | 0 | 0 | 0 | 00 | 00 | 0    |

### Classement de la Promotion Série D
| Rang | Équipe | Pts | J | G | N | P | Bp | Bc | Diff |
| ---- | ------ | --- | - | - | - | - | -- | -- | ---- |
| 1    | TEAM   | 0   | 0 | 0 | 0 | 0 | 00 | 00 | 0    |
| 2    | TEAM   | 0   | 0 | 0 | 0 | 0 | 00 | 00 | 0    |
| 3    | TEAM   | 0   | 0 | 0 | 0 | 0 | 00 | 00 | 0    |
| 4    | TEAM   | 0   | 0 | 0 | 0 | 0 | 00 | 00 | 0    |
| 5    | TEAM   | 0   | 0 | 0 | 0 | 0 | 00 | 00 | 0    |
| 6    | TEAM   | 0   | 0 | 0 | 0 | 0 | 00 | 00 | 0    |
| 7    | TEAM   | 0   | 0 | 0 | 0 | 0 | 00 | 00 | 0    |
| 8    | TEAM   | 0   | 0 | 0 | 0 | 0 | 00 | 00 | 0    |
| 9    | TEAM   | 0   | 0 | 0 | 0 | 0 | 00 | 00 | 0    |
| 10   | TEAM   | 0   | 0 | 0 | 0 | 0 | 00 | 00 | 0    |
| 11   | TEAM   | 0   | 0 | 0 | 0 | 0 | 00 | 00 | 0    |
| 12   | TEAM   | 0   | 0 | 0 | 0 | 0 | 00 | 00 | 0    |
| 13   | TEAM   | 0   | 0 | 0 | 0 | 0 | 00 | 00 | 0    |
| 14   | TEAM   | 0   | 0 | 0 | 0 | 0 | 00 | 00 | 0    |
| 15   | TEAM   | 0   | 0 | 0 | 0 | 0 | 00 | 00 | 0    |
| 16   | TEAM   | 0   | 0 | 0 | 0 | 0 | 00 | 00 | 0    |

Les clubs champions des quatre divisions sont le KFC Izegem (Promotion série A), le KSV Bornem (Promotion série B), l'AS Verbroedering Geel (Promotion série C) et la Royale Entente bertrigeoise (Promotion série D).

## Tour final pour la montée en Division 3
Ce tour final regroupe les vainqueurs de tranches des différentes séries et deux clubs barragistes de Division 3. ⇒Détails du tour final

## Barrages pour le maintien
Ces barrages sont disputés par les équipes classées à la 13e place de chaque série. Exceptionnellement en 2009-2010, ces barrages ne concernèrent que trois clubs (issus des séries B, C et D) et furent joués d'une manière particulière.
La série ne compta que 15 clubs à la suite du « dossier Wielsbeke ».
Après tirage au sort, deux clubs doivent s'affronter. Le gagnant de cette partie affrontant le 3e barragiste. Le gagnant de ce "match 2" étant assuré de se maintenir en Promotion. Les deux autres équipes prennent part au Tour final interprovincial.
|         |                   |              | Score | Prol | TaB |
| match 1 | Barragiste 1      | Barragiste 2 | x-x   |      |     |
| match 2 | vainqueur match 1 | Barragiste 3 | x-x   |      |     |

- Équipe assure son maintien en Promotion.
- Équipe et Équipe doivent participer au Tour final interprovincial

## Tour final interprovincial
Ce tour final regroupe les perdants des barrages pour le maintien de Promotion et six clubs qualifiés (1 pour chacune des six Provinces concernées).
RAPPEL: Les Provinces d'Anvers, du Brabant et de Flandre orientale ne participent pas à ce tour final interprovincial puisqu'elles bénéficient chacun d'un second montant vers la Promotion.

### Champions provinciaux

#### Provinces ayant droit à deux montants directs
| Provinces         | Champions | Vainqueurs du tour final |
| ----------------- | --------- | ------------------------ |
| ANVERS            | TEAM      | TEAM                     |
| BRABANT           | TEAM      | TEAM                     |
| FLANDRE ORIENTALE | TEAM      | TEAM                     |

#### Provinces ayant droit à un montant direct
| Provinces           | Champions | Vainqueur du tour final |
| ------------------- | --------- | ----------------------- |
| FLANDRE OCCIDENTALE | TEAM      | TEAM                    |
| HAINAUT             | TEAM      | TEAM                    |
| LIEGE               | TEAM      | TEAM                    |
| LIMBOURG            | TEAM      | TEAM                    |
| LUXEMBOURG          | TEAM      | TEAM                    |
| NAMUR               | TEAM      | TEAM                    |

### Tour final interprovincial
Lors de la saison 2009-2010, une plainte du K. RC Mechelen perturba le bon déroulement du tour final pour une éventuelle montée entre la Promotion et la Division 3. Par voie de conséquence, la désignation officielle des montants éventuels à la suite du tour final interprovincial en fut retardée.
D'autres événements dans les divisions supérieures (radiation de l'Excelsior Mouscron, fusion K. VSK Overpelt-Lommel / K. FC Racing Mol-Welel, arrêt d'activités du K. SK Beveren) sema plus de troubles dans les esprits qu'ils n'apportèrent de solutions.